# Bell XV-15
Die Bell XV-15 (Werksbezeichnung: Model 301) war ein experimentelles mit Kipprotoren ausgestattetes VTOL-Wandelflugzeug des US-amerikanischen Herstellers Bell. Das Modell 301 entwickelte Bell Helicopter auf Grundlage des Modells 300 zu Testzwecken.

## Funktionsweise
Wandelflugzeuge starten senkrecht mit nach oben ausgerichteten Rotoren wie ein Hubschrauber. Zur Aufnahme des Horizontalflugs werden die Rotoren dann um 90° nach vorne geschwenkt. Den Übergang von Schwebeflug zu Horizontalflug bezeichnet man als Transition. Im Horizontalflug liefern die Tragflächen den Auftrieb, während die Kipprotoren nur noch den Vortrieb erzeugen.
Die XV-15 nutzt als Antrieb zwei Turboprop-Triebwerke, die in schwenkbaren Gondeln außen an den Tragflächenenden angebracht sind und die Propeller direkt antreiben.

## Entwicklung

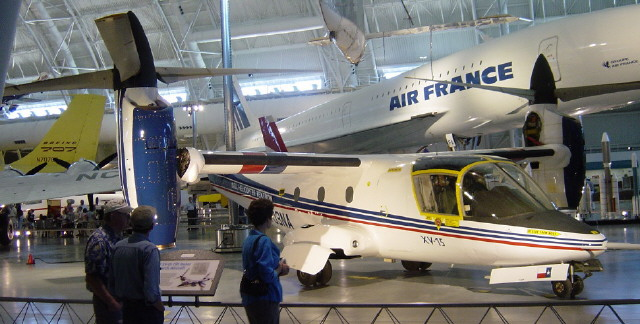
Bell XV-15

Da die Versuche mit der Bell XV-3 in den 1950er- und 1960er-Jahren zumindest teilweise erfolgreich verliefen, wurde Ende der sechziger Jahre ein neues Versuchsflugzeug mit der Bezeichnung „Model 300“ gebaut. Basierend auf diesem wurde erst im Januar 1977 das „Model 301“ fertiggestellt, das Bell zusammen mit der NASA entwickelt und gebaut hatte. Am 3. Mai 1977 wurde der erste Schwebeflug absolviert, aber erst 1979 gelang die erste Transition. Im Laufe der Entwicklung hatte auch die Army ihr Interesse angemeldet, und so bekam das Modell 301 die militärische Bezeichnung „XV-14“, was von der NASA aber abgelehnt wurde. Man hielt die mögliche Verwechslungsgefahr mit der damals erprobten X-14 für zu hoch, und so wurde die Bezeichnung „XV-15“ vergeben.
Durch eine automatische Flugsteuerungs- und Stabilisierungsanlage konnten Stabilitätsprobleme, welche die XV-3 im Horizontalflug bei den damaligen Versuchen noch aufgewiesen hatte, gelöst werden, was zur Weiterentwicklung dieser Bauweise führte.
Bei Testflügen erreichte die XV-15 eine größte Reisegeschwindigkeit von 556 km/h in einer Höhe von 4877 Metern. Um 1983 gehörten Reisegeschwindigkeiten von 500 km/h über Land zur Routine.
1989 hatte das direkte Ergebnis der XV-15-Versuche Premiere: Zusammen mit Boeing hatte Bell die V-22 „Osprey“ entwickelt. Diese befindet sich heute unter anderem im Dienst des United States Marine Corps.
Seit 2003 befindet sich eines der beiden Experimentalflugzeuge in einem Luftfahrtmuseum.

## Technische Daten

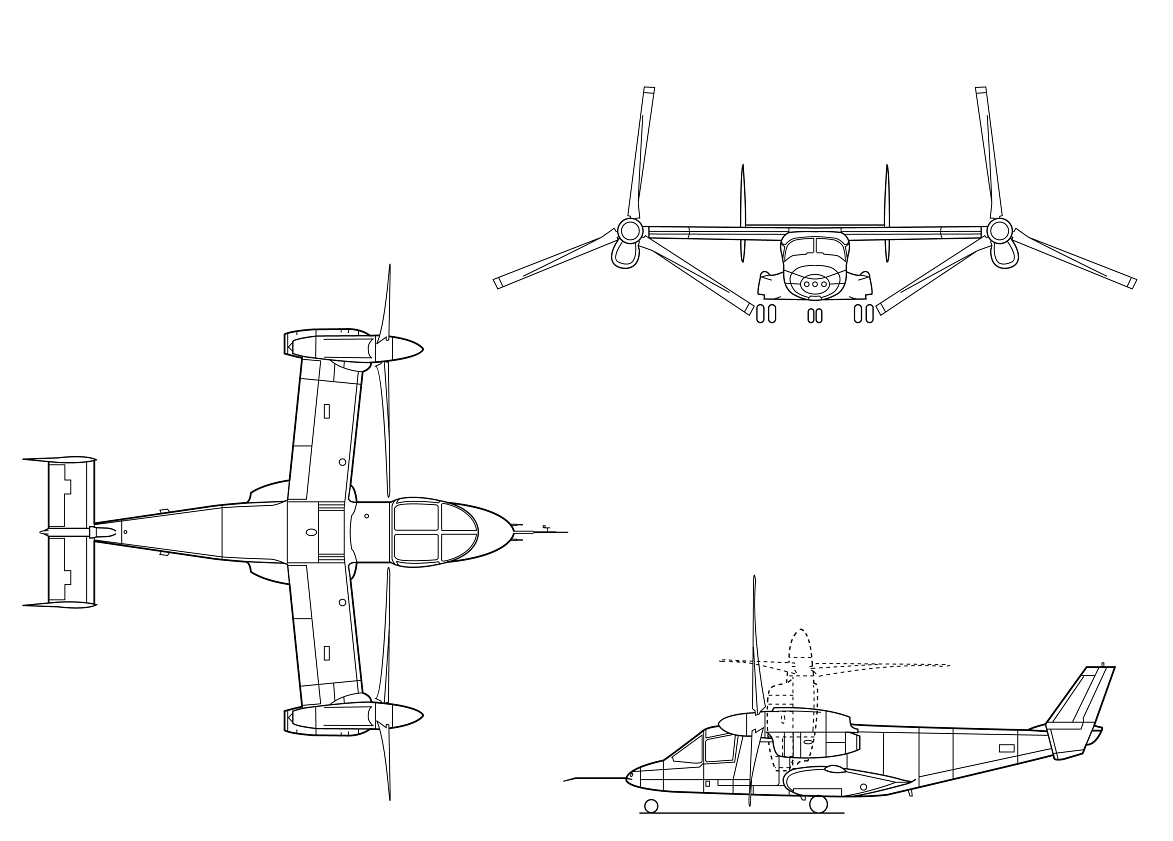
Schema

| Kenngröße             | Daten                                                         |
| --------------------- | ------------------------------------------------------------- |
| Besatzung             | 2                                                             |
| Länge                 | 12,83 m                                                       |
| Spannweite            | 17,42 m (bei drehenden Rotoren)                               |
| Höhe                  | 4,67 m                                                        |
| Rotorkreisdurchmesser | 7,62 m                                                        |
| Rüstmasse             | 4350 kg                                                       |
| Startmasse            | 5897 kg                                                       |
| Höchstgeschwindigkeit | 557 km/h                                                      |
| Dienstgipfelhöhe      | 8840 m                                                        |
| Schwebeflughöhe       | 2635 m (ohne Bodeneffekt)                                     |
| Reichweite            | 825 km                                                        |
| Triebwerke            | 2 × Wellenturbinen Avco-Lycoming LTC1K-4K mit jeweils 1156 kW |